# Plan de tarde
Plan de tarde es un programa de televisión producido por Tesseo y emitido por La 1 de Televisión Española. El formato se estrenó el 15 de enero y finalizó el 23 de abril de 2023.

## Formato
Toñi Moreno regresa a RTVE con un magacín en directo los domingos por la tarde en La 1 con vocación de entretener y acompañar. Un espacio para acercarse a la crónica social y comentar las últimas noticias de nuestros famosos, con periodistas especializados y entrevistas con los protagonistas.
Secciones
Actualidad y crónica social: El programa estará siempre atento a las novedades que depara la vida social. A través de reportajes o directos, repasará los últimos acontecimientos en el mundo del corazón y estará presente en las alfombras rojas de estrenos, inauguraciones y los eventos más sonados. Varios periodistas especializados pondrán en contexto y acercaran la última hora del tema del momento.
La entrevista: Por el plató pasarán todos los protagonistas de la vida social. Conoceremos la faceta más personal de las figuras de la actualidad social y cultural. Un momento íntimo para disfrutar, sorprender y emocionar.
En casa de... Un espacio en el que los famosos abrirán las puertas de su casa para recorrer sus rincones más íntimos, los lugares donde buscan refugio y pueden ser ellos mismos. De paso recordarán sus éxitos y contarán sus nuevos proyectos.
Las parejas: En cada programa se repasarán las grandes historias de amor que han protagonizado las parejas más famosas. Las clásicas y las actuales. Desde Raphael y Natalia Figueroa o Isabel Preysler y Julio Iglesias, a Gerard Piqué y Shakira o Miguel Bosé y Nacho Palau.
La música: La música es uno de los hilos que mueven el programa. Un pianista acompañará durante todo el programa y acercará las grandes canciones de la música española para revivir los temas que permanecen siempre en nuestra memoria.

## Equipo

### Presentadores
Presentadora titular
     Presentador/a sustituto/a
| Toñi Moreno | Presentadora de televisión y periodista |  |  |  |  |  |  |  |  |  |  |  |

### Colaboradores

#### Actuales
| Norma Duval       | Actriz y vedette       |  |  |  |  |  |  |  |  |  |  |  |
| Jesús Manuel Ruiz | Periodista             |  |  |  |  |  |  |  |  |  |  |  |
| Juan Sanguino     | Periodista             |  |  |  |  |  |  |  |  |  |  |  |
| Rosa Villacastín  | Periodista             |  |  |  |  |  |  |  |  |  |  |  |
| Nieves Herrero    | Escritora y periodista |  |  |  |  |  |  |  |  |  |  |  |
| Silvia Taulés     | Escritora              |  |  |  |  |  |  |  |  |  |  |  |
| Nando Escribano   | Periodista             |  |  |  |  |  |  |  |  |  |  |  |
| Euprepio Padula   | Periodista             |  |  |  |  |  |  |  |  |  |  |  |
| Antonio Montero   | Colaborador de TV      |  |  |  |  |  |  |  |  |  |  |  |
| Ricky García      | Colaborador de TV      |  |  |  |  |  |  |  |  |  |  |  |

#### Antiguos
| Pilar Vidal          | Periodista                     |  |  |  |  |  |  |  |  |  |  |  |
| Jorge Borrajo        | Periodista                     |  |  |  |  |  |  |  |  |  |  |  |
| Julian Contreras Jr. | Colaborador de TV y empresario |  |  |  |  |  |  |  |  |  |  |  |
| Gloria Camila Ortega | Hija de Ortega Cano            |  |  |  |  |  |  |  |  |  |  |  |
| Lara Dibildos        | Presentadora de TV y actriz    |  |  |  |  |  |  |  |  |  |  |  |
| Vanesa García Marx   | Colaboradora de TV             |  |  |  |  |  |  |  |  |  |  |  |
| Nacho Montes         | Colaborador de TV              |  |  |  |  |  |  |  |  |  |  |  |
| Marta Robles         | Colaboradora de TV             |  |  |  |  |  |  |  |  |  |  |  |
| Luján Argüelles      | Presentadora de TV             |  |  |  |  |  |  |  |  |  |  |  |

## Temporadas y audiencias
| Temporada | Temporada | Programas | Estreno             | Final               | Audiencia media | Audiencia media | Audiencia media |
| Temporada | Temporada | Programas | Estreno             | Final               | Espectadores    | Cuota           |                 |
| --------- | --------- | --------- | ------------------- | ------------------- | --------------- | --------------- | --------------- |
|           | 1         | 15        | 15 de enero de 2023 | 23 de abril de 2023 | 764 000         | 6,8%            |                 |

### Temporada 1 (2023)
| Programas emitidos | Programas emitidos    | Programas emitidos | Programas emitidos |
| N.º                | Fecha de emisión      | Audiencia          |                    |
| ------------------ | --------------------- | ------------------ | ------------------ |
| 1                  | 15 de enero de 2023   | 1 168 000 (9,4%)   |                    |
| 2                  | 22 de enero de 2023   | 807 000 (6,4%)     |                    |
| 3                  | 29 de enero de 2023   | 923 000 (7,3%)     |                    |
| 4                  | 5 de febrero de 2023  | 906 000 (7,9%)     |                    |
| 5                  | 12 de febrero de 2023 | 786 000 (6,6%)     |                    |
| 6                  | 19 de febrero de 2023 | 796 000 (6,9%)     |                    |
| 7                  | 26 de febrero de 2023 | 785 000 (6,5%)     |                    |
| 8                  | 5 de marzo de 2023    | 910 000 (7,4%)     |                    |
| 9                  | 12 de marzo de 2023   | 767 000 (7,3%)     |                    |
| 10                 | 19 de marzo de 2023   | 707 000 (6,6%)     |                    |
| 11                 | 26 de marzo de 2023   | 707 000 (7,3%)     |                    |
| 12                 | 2 de abril de 2023    | 555 000 (6,0%)     |                    |
| 13                 | 9 de abril de 2023    | 543 000 (6,1%)     |                    |
| 14                 | 16 de abril de 2023   | 585 000 (6,1%)     |                    |
| 15                 | 23 de abril de 2023   | 521 000 (5,4%)     |                    |